# Twierdzenie Herbranda
Twierdzenie Herbranda to jedno z najważniejszych twierdzeń konstruktywnych logiki pierwszego rzędu:
Formuła jest tautologią wtedy i tylko wtedy, gdy tautologią jest pewne rozwinięcie Herbranda tej formuły.
Ponieważ każde rozwinięcie jest właściwie skończoną formułą rachunku zdań,
a więc da się rozstrzygnąć w czasie skończonym (wykładniczym), liczba rozwinięć Herbranda
dla formuły natomiast jest zbiorem przeliczalnym, umożliwia to udowodnienie każdej tautologii
logiki pierwszego rzędu, chociaż może to
zająć nieograniczoną ilość czasu.

## Algorytm
```
n = 0;
udowodnione = false;
while (udowodnione == false)
{
    Y = nte_rozwinięcie_Herbranda(X,n);
    Y' = przekształć_na_formułę_rachunku_zdań(Y);
    if (jest_tautologią(Y'))
        udowodnione = true;
    else
        n = n + 1;
}
wygeneruj dowód na podstawie Y;

```